# Akasagarbha

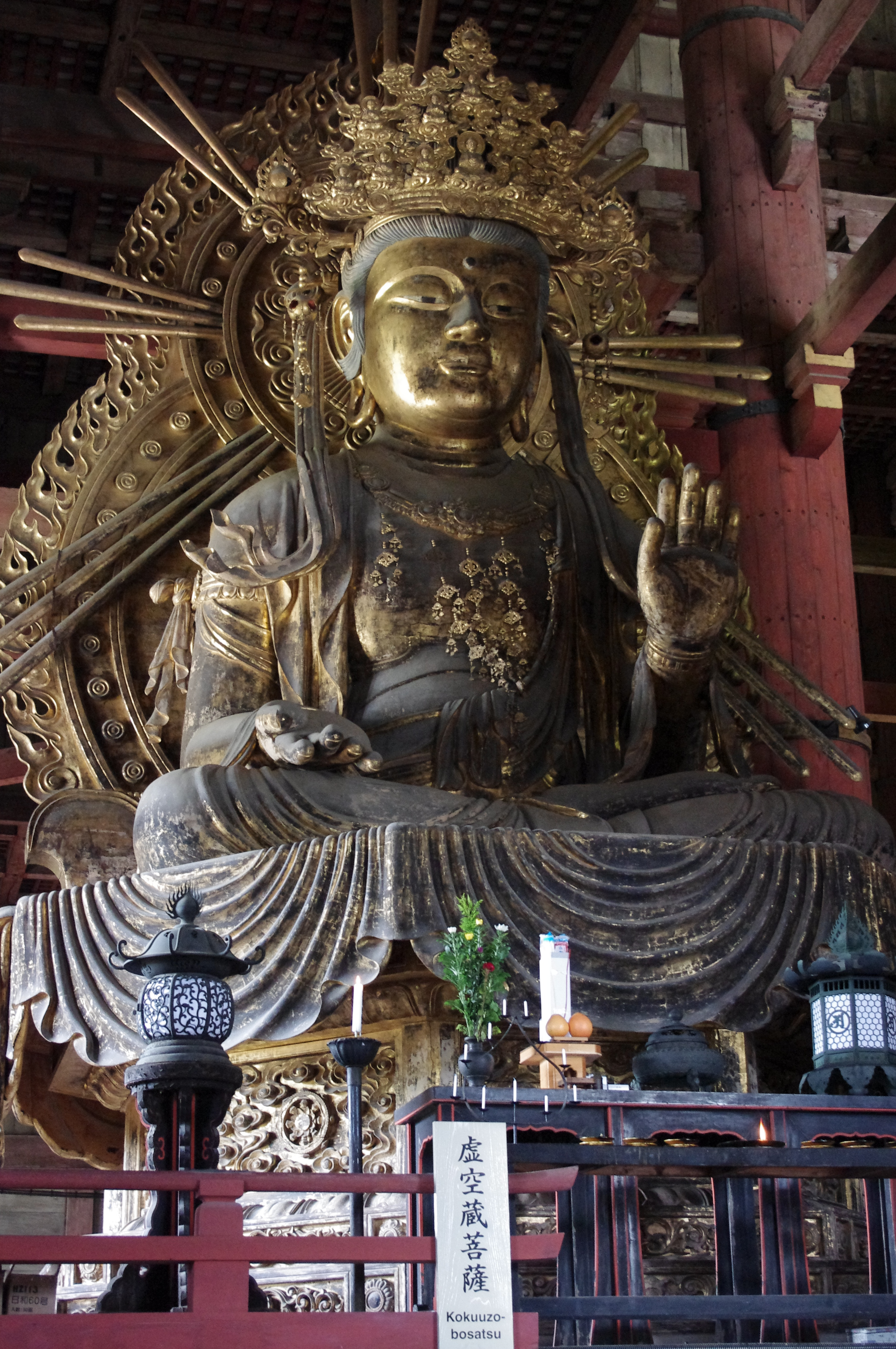
Ākāśagarbha a Tōdai-ji, prefectura de Nara, Japó.

Akasagarbha (en sànscrit: आकाशगर्भ Ākāśagarbha, en xinès: 虚空藏 Xūkōngzàng, en japonès: 虚空蔵 Kokūzō, tibetà: Namkha'i Nyingpo) és un bodhisattva del budisme xinès, japonès i coreà que s'associa amb l'èter o element de l'espai (ākāśa). De vegades també se l'anomena Gaganagañja, que significa "joia del cel".

## Visió general

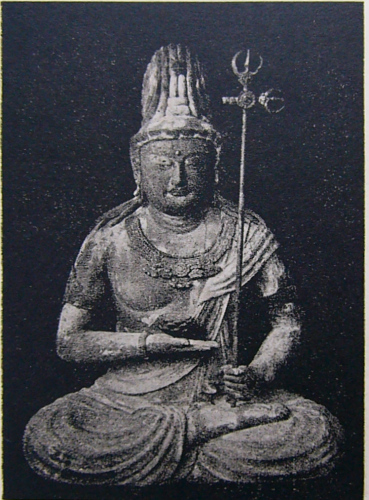
Estàtua d'Ākāśagarbha a Jingo-ji, Japó.

Ākāśagarbha és considerat com un dels vuit grans bodhisattvas. El seu nom es pot traduir com "tresor espacial il·limitat" o "magatzem buit", ja que es diu que la seva saviesa és il·limitada com l'espai mateix. De vegades se'l coneix com el germà bessó del bodhisattva Kṣitigarbha ja que així se'l considera al sutra Bodhisattva Kṣitigarbha Pūrvapraṇidhāna.
Kūkai, el fundador del budisme Shingon, va conèixer un monjo famós que es diu que va cantar repetidament un mantra d'Ākāśagarbha quan era un jove acòlit. Kūkai va aprendre d'ell i mentre cantava el mantra va experimentar una visió per la qual Ākāśagarbha li va dir que anés a la Xina per cercar el sutra Mahāvairocana Abhisaṃbodhi. Més tard aniria a la Xina per aprendre del budisme esotèric xinès, i després va fundar la l'escola Shingon del budisme esotèric a Heian, Japó.

## Sutres
Hi ha diversos sutres Mahāyāna en què Ākāśagarbha és una figura central:
- 《大集大虚空藏菩薩所問經》 (Ārya Gaganagañja Paripṛcchā Nāma Mahāyāna Sūtra T.0404)
- 《虛空藏菩薩經》 (Ākāśagarbha Bodhisattva Sūtra T.405)
- 《佛説虚空藏菩薩神呪經》(Buddha Speaks the Ākāśagarbha Bodhisattva Dhāraṇī Sūtra T.406)
- 《虛空藏菩薩神呪經》(Ākāśagarbha Bodhisattva Dhāraṇī Sūtra T.0407)
- 《虛空孕菩薩經》 (Ākāśagarbha Bodhisattva Sūtra T.0408)
- 《觀虚空藏菩薩經 》(The Meditation on Ākāśagarbha Bodhisattva Sūtra T.0409)
- 《虚空藏菩薩能滿諸願最勝心陀羅尼求聞持法》(The Method of the Victorious, Essential Dharāṇi for Having Wishes Heard by the Bodhisattva Space-Store Who Can Fulfill Requests T.1145)
- 《大虚空藏菩薩念誦法》 (The Method of Invoking the Great Ākāśagarbha Bodhisattva T.1146)
- 《聖虛空藏菩薩陀羅尼經》 (Dhāraṇī of the Space-Store Bodhisattva T.1147)
- 《佛説虚空藏陀羅尼》 (Buddha Speaks the Ākāśagarbha Dharāṇi　T.1148)
- 《五大虚空藏菩薩速疾大神驗祕密式經》(The Five Great Ākāśagarbha Bodhisattvas Sūtra T.1149)
- 《虛空藏菩薩問七佛陀羅尼呪經》(Ārya Saptabuddhaka Sūtra or Dhāraṇī of the Space-Store Bodhisattvaʼs Questions to Seven Buddhas T.1333)
- 《如來方便善巧呪經》 (Incantation of the Tathāgatas' Skillful Means T.1334)

A més, apareix breument al capítol final del sutra Kṣitigarbha Bodhisattva Pūrvapraṇidhāna, demanant que Buda prediqui els beneficis de lloar tant el sutra com Kṣitigarbha.

## Cinc grans Ākāśagarbhas

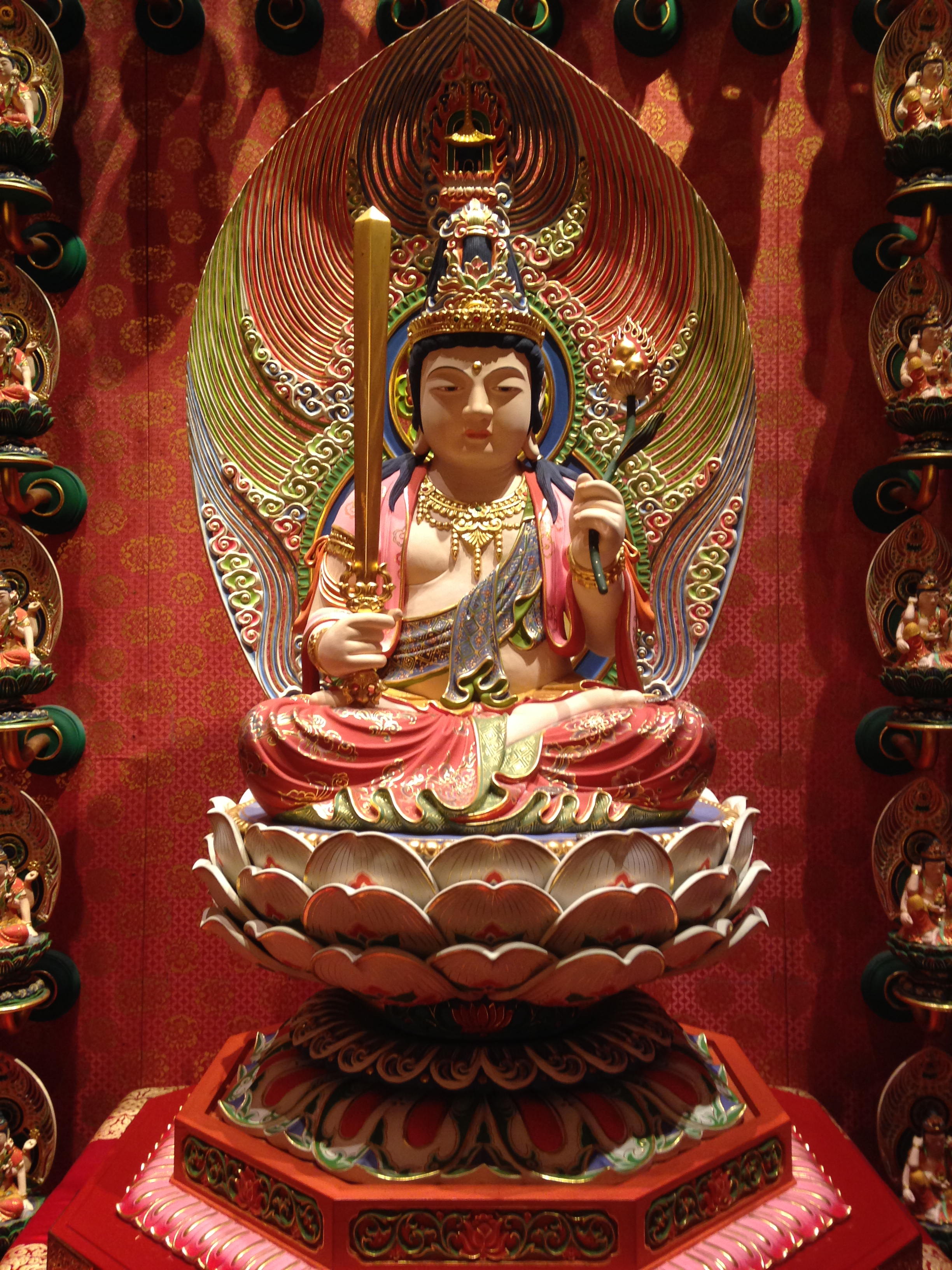
Akasagarbha al temple i museu de la relíquia de la dent de Buda a Chinatown, Singapur.

Els Cinc Grans Ākāśagarbhas són una manifestació dels Cinc Budes de la Saviesa. Es diu que aporten tot un seguit beneficis com la bona salut. Dins del mandala tradicional, s'organitzen de la següent manera:
| Nom                                  | Direcció | Color   | Buda associat |
| ------------------------------------ | -------- | ------- | ------------- |
| Dharmadhātu Ākāśagarbha (法界虚空蔵) | Centre   | Blanc   | Vairocana     |
| Vajradhātu Ākāśagarbha (金剛虚空蔵)  | Est      | groc    | Akṣobhya      |
| Ratnaprabha Ākāśagarbha (宝光虚空蔵) | Sud      | Blau    | Ratnasambhava |
| Padma Ākāśagarbha (蓮華虚空蔵)       | Oest     | Vermell | Amitābha      |
| Karma Ākāśagarbha (業用虚空蔵)       | nord     | Negre   | Amoghasiddhi  |

## Mantres
Es creu que el mantra d'Ākāśagarbha condueix a la saviesa i la creativitat i dissipa la ignorància.
- Xinès tradicional: 南無 虚空藏 菩薩
- Xinès (pinyin): Nāmo xūkōngzàng púsà
- Japonès (romaji): Namu Kokuzō bosatsu
- Coreà: Namu Heogongjang Bosal
- Vietnamita: Nam mô Hư Không Tạng Bồ Tát
- Traducció: Homenatge al bodhisattva Ākāśagarbha

També hi ha un altre mantra per al bodhisattva Ākāśagarbha:
- Sànscrit: Namo ākāśagarbhāya oṃ ārya kāmāri mauli svāhā
- Xinès tradicional: 南牟，阿迦捨，揭婆耶，唵，阿唎，迦麼唎，慕唎，莎嚩訶
- Xinès (pinyin): Nánmóu, ājiāshě, jiēpóyé, ǎn, ālì, jiāmelì, mùlì, shāmóhē
- Japonès (romaji): Nōbō akyasha kyarabaya om arikya mari bori sowaka
- Traducció: Homenatge a Ākāśagarbha, Om - Corona del Noble Enemic de Kāma - svāhā